# جهاز إعادة التنفس

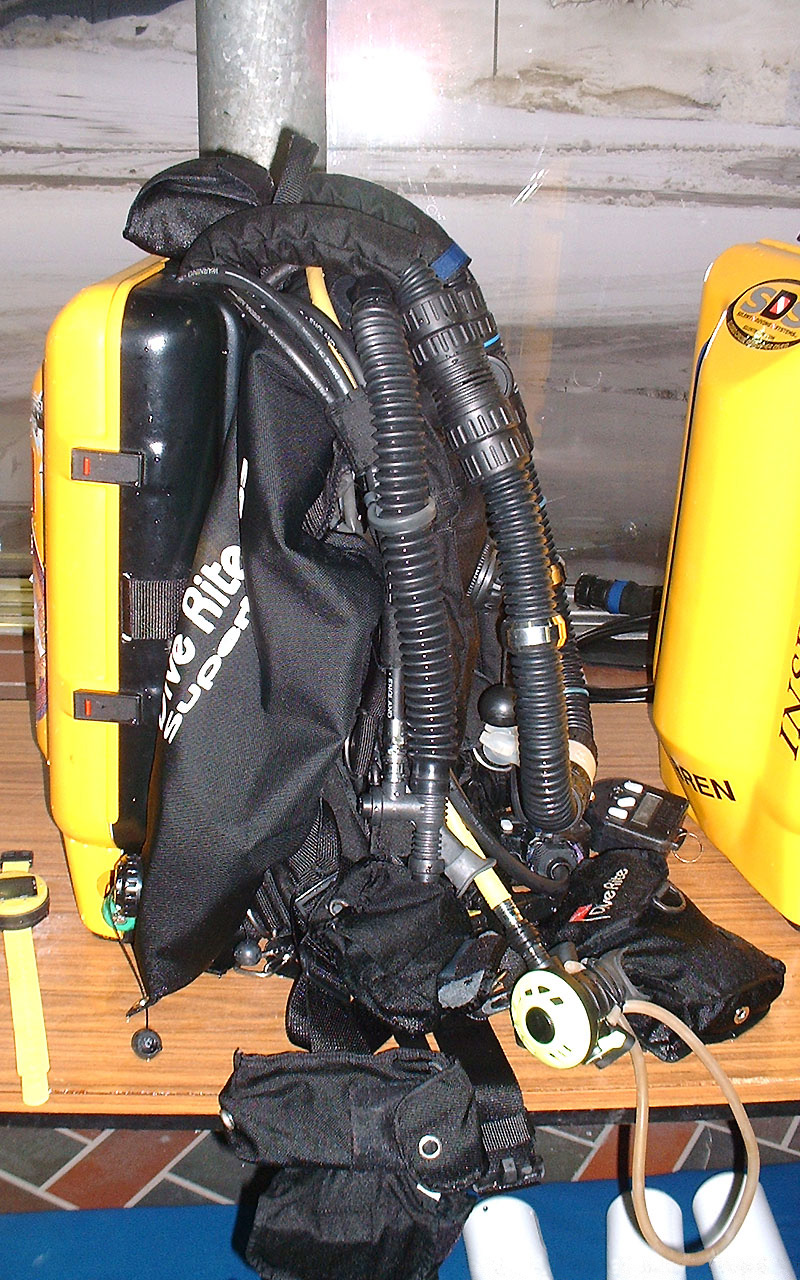

جهاز إعادة التنفس هو جهاز تنفس يمتص ثاني أكسيد الكربون من زفير المستخدم للسماح بإعادة تنفس (إعادة تدوير) الأكسجين غير المستخدم إلى حد كبير، والغاز الخامل غير المستخدم عند وجوده. يُضاف الأكسجين لتجديد كمية الغاز الذي يستقلبه المستخدم. هذا يختلف عن جهاز التنفس ذي الدائرة المفتوحة، حيث يُصرف غاز الزفير مباشرةً في البيئة المحيطة بالمستخدم. الغرض من ذلك هو إطالة فترة استخدام إمدادات الغاز المحدودة، وللاستخدام العسكري السري من قبل قوات الضفادع البشرية أو لمراقبة الحياة المائية، والتخلص من الفقاعات الناتجة عن نظام الدائرة المفتوحة. يُفهم عمومًا أن جهاز إعادة التنفس هو وحدة محمولة يحملها المستخدم. من المرجح أن يشار إلى نفس التقنية المُستخدمة في المركبات أو في الأجهزة غير المحمولة باسم نظام دعم الحياة.
يمكن استخدام تقنية جهاز إعادة التنفس عندما يكون إمداد غاز التنفس محدودًا، مثل أسفل الماء أو في الفضاء، حيث تكون البيئة سامةً أو قليلة الأكسجين، كما هو الحال في عمليات مكافحة الحرائق، وإنقاذ عمال المناجم والعمليات التي تُجرى على ارتفاعات عالية، أو حيث يكون غاز التنفس غنيًا بشكل خاص بمكونات باهظة الكلفة، مثل مخفف الهليوم أو غازات التخدير.
تُستخدم أجهزة إعادة التنفس في العديد من البيئات: تعتبر أجهزة إعادة التنفس أسفل الماء نوعًا من أجهزة تنفس الغوص المستقلة والتي يمكن استخدامها لتوفير امدادات أولية وطارئة من الغاز. تُستخدم على اليابسة في التطبيقات الصناعية حيث توجد غازات سامة أو في حالة غياب الأكسجين، وفي مكافحة الحرائق، حيث قد يُطلب من رجال الإطفاء العمل في بيئة ذات خطورة فورية على حياة أو الصحة (آي دي إل إتش) لفترات طويلة، وفي أنظمة التخدير بالتنفس في المستشفيات لتوفير تركيزات مضبوطة من غازات التخدير للمرضى دون تلويث الهواء الذي يتنفسه الموظفون، وعلى ارتفاعات عالية، حيث يكون الضغط الجزئي للأكسجين منخفضًا، ولتسلق الجبال العالية. في الفضاء الجوي، تُستخدم التقنية في الطائرات غير المضغوطة وفي القفز المظلي العالي، وخارج الكوكب في بدلات الفضاء أثناء الأنشطة خارج المركبات الفضائية. تُستخدم تقنية مماثلة في أنظمة دعم الحياة في الغواصات والغاطسات والمساكن الموجودة أسفل الماء أو قريبًا من السطح وفي المركبات الفضائية والمحطات الفضائية.
تأتي إعادة تدوير غاز التنفس على حساب وجود مخاطر محددة وتعقيد تكنولوجي، اعتمادًا على التطبيق المحدد للأجهزة ونوعها. قد تكون الكتلة والحجم أكبر أو أقل من الدائرة المفتوحة حسب ظروف الاستخدام. قد تحافظ أجهزة إعادة التنفس المخصصة للغوص، التي يُتحكم بها إلكترونيًا، على ضغط جزئي للأكسجين تلقائيًا بين الحدود العلوية والسفلية القابلة للبرمجة، أو نقاط التحديد، ويجري دمجها مع أجهزة حاسوب تخفيف الضغط لمراقبة مستوى ضغط الغواص وتسجيله.

## نظرة تاريخية

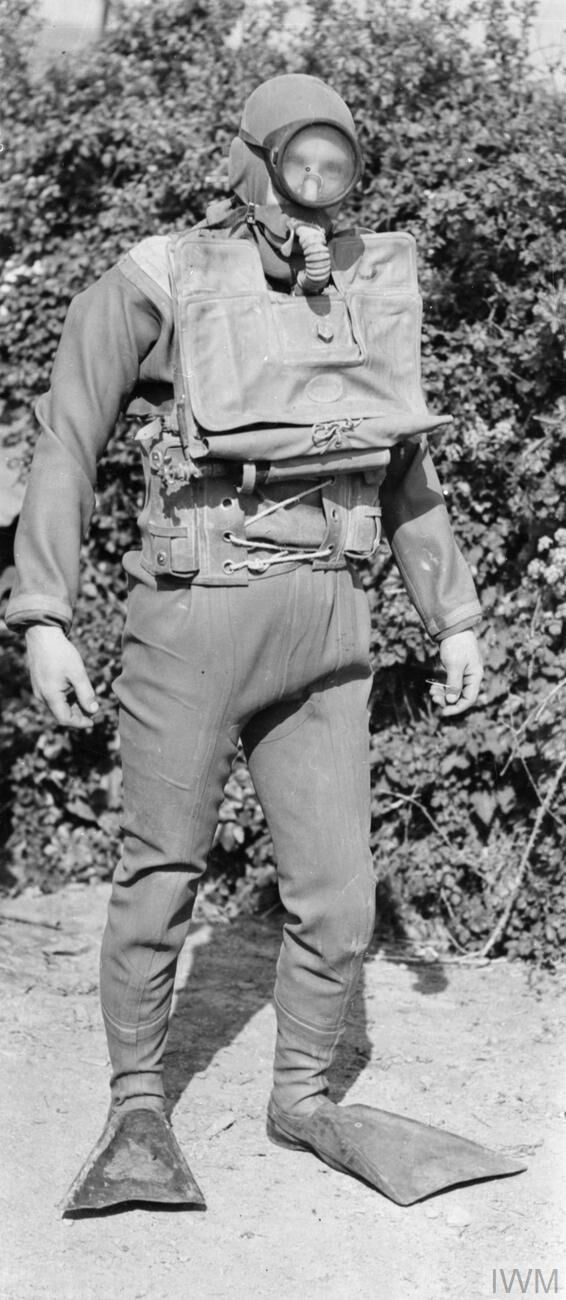
British navy frogman

### البدايات
في إنجلترا، في عام 1620 تقريبًا، صنع كورنيليوس دريبل غواصة تعمل بالمجذاف. لإعادة أكسجة الهواء بداخلها، من المحتمل أنه قام بتوليد الأكسجين عن طريق تسخين الملح الصخري (نترات البوتاسيوم) في وعاء معدني لبعث الأكسجين. يحول التسخين الملح الصخري إلى أكسيد البوتاسيوم أو الهيدروكسيد، الذي يمتص ثاني أكسيد الكربون من الهواء. قد يفسر هذا سبب عدم تأثر رجال دريبل بتراكم ثاني أكسيد الكربون بقدر ما هو مُتوقع. إذا كان الأمر كذلك، فقد قام عن طريق الخطأ بصنع جهاز إعادة تنفس بسيط قبل أكثر من قرنين من براءة اختراع القديس سيمون سيكارد.
سُجلت براءة اختراع أول جهاز إعادة تنفس بسيط يعتمد على امتصاص ثاني أكسيد الكربون في فرنسا عام 1808 بواسطة بيير ماري توبوليك من بريست، الذي كان ميكانيكيًا في بحرية نابليون الإمبراطورية. عمل تصميم هذا الجهاز البدائي مع خزان أكسجين، إن نُقل الأكسجين تدريجيًا بواسطة الغواص ليجري تدويره في دائرة مغلقة عبر إسفنج منقوع بمياه الجير. أطلق توبوليك على اختراعه اسم إكتيوآندريه («الرجل السمكة» باليونانية). لا يوجد دليل على تصنيع نموذج أولي.
بُني أول نموذج أولي لجهاز إعادة التنفس في عام 1849 من قبل بيير إيمابل دي سانت سيمون سيكارد، وفي عام 1853 من قبل البروفيسور تي. شوان في بلجيكا. كان يشمل خزان أكسجين كبير يُثبت على الظهر ذي ضغط تشغيليّ يبلغ نحو 13.3 بار، وجهازيّ غسل غاز يحتويان على إسفنج منقوع في محلول صودا كاوية.